# Charles-Marie-Léonard Cousture
Charles-Marie-Léonard Cousture, né à Yvetot le 31 octobre 1788 et mort  à Yvetot le 7 décembre 1865, est un avocat et homme politique français.

## Biographie
Avocat, il est élu le 9 juillet 1842, comme candidat du gouvernement, député de la Seine-Inférieure, par 343 voix sur 423 votants, contre 63 à Duvergier de Hauranne, et réélu le 1er août 1846, par 276 voix contre 51 à Duvergier de Hauranne et 61 à Desmottes. Durant ces deux législatures, il vota constamment avec le ministère.

## Source
- « Charles-Marie-Léonard Cousture », dans Adolphe Robert et Gaston Cougny, Dictionnaire des parlementaires français, Edgar Bourloton, 1889-1891 [détail de l’édition]